# アリソン・トランスミッション
アリソン・トランスミッション（Allison Transmission Inc. ）は、アメリカ合衆国の自動車用変速機メーカー。
全世界の大型車（総重量8トン以上）用オートマチックトランスミッションのシェアで約80%を占めており、年間22万基が生産されている。
ゼネラルモーターズ(GM)のグループ企業であったが、2007年8月にカーライル・グループとオネックス・コーポレーションに56億USドルで売却され、グループから離脱した。ニューヨーク証券取引所上場企業の一つで、ティッカーシンボルはALSNである。

## 歴史
- 1915年9月 - ジェームズ・アリソンがインディアナ州インディアナポリスにて創業
- 1929年 - ゼネラルモーターズに買収される
- 1940年代 - 戦車用トランスミッションを開発
- 1949年 - 同社初のオートマチックトランスミッションを開発。バッド製気動車(en:Budd Rail Diesel Car)に鉄道車両向けトランスミッションが搭載された。
- 1953年 - リターダ開発
- 1964年 - オハイオ州クリーブランドに戦車工場を新設
- 1970年 - デトロイトディーゼルグループとなる。
- 1972年11月 - 日本法人「日本GMアリソン」を設立
- 1980年代 - 電子制御オートマチックトランスミッションを開発
- 1987年 - デトロイトディーゼルからゼネラルモーターズグループとなる
- 2002年 - 電気式ハイブリッド機構「EPシステム」開発
- 2007年
  - 6月 - オートマチックトランスミッション累計生産台数500万基を達成
  - 8月 - 資本体系の変化によりGMグループを離脱、アイシン精機（現:アイシン）との合弁契約解消
- 2012年3月 - ニューヨーク証券取引所に上場

## 主な工場
- インディアナポリス
- ボルティモア（米メリーランド州）
- Szentgotthárd（ハンガリー）
- サントアマロ（ブラジル、バイーア州）
- チェンナイ（インド、タミル・ナードゥ州）

## EPシステム
オートマチックトランスミッションに電動機を組み込んだパラレル方式ハイブリッド機構。アメリカでは一部の路線バスで採用されている。

## 日本におけるアリソン・トランスミッション

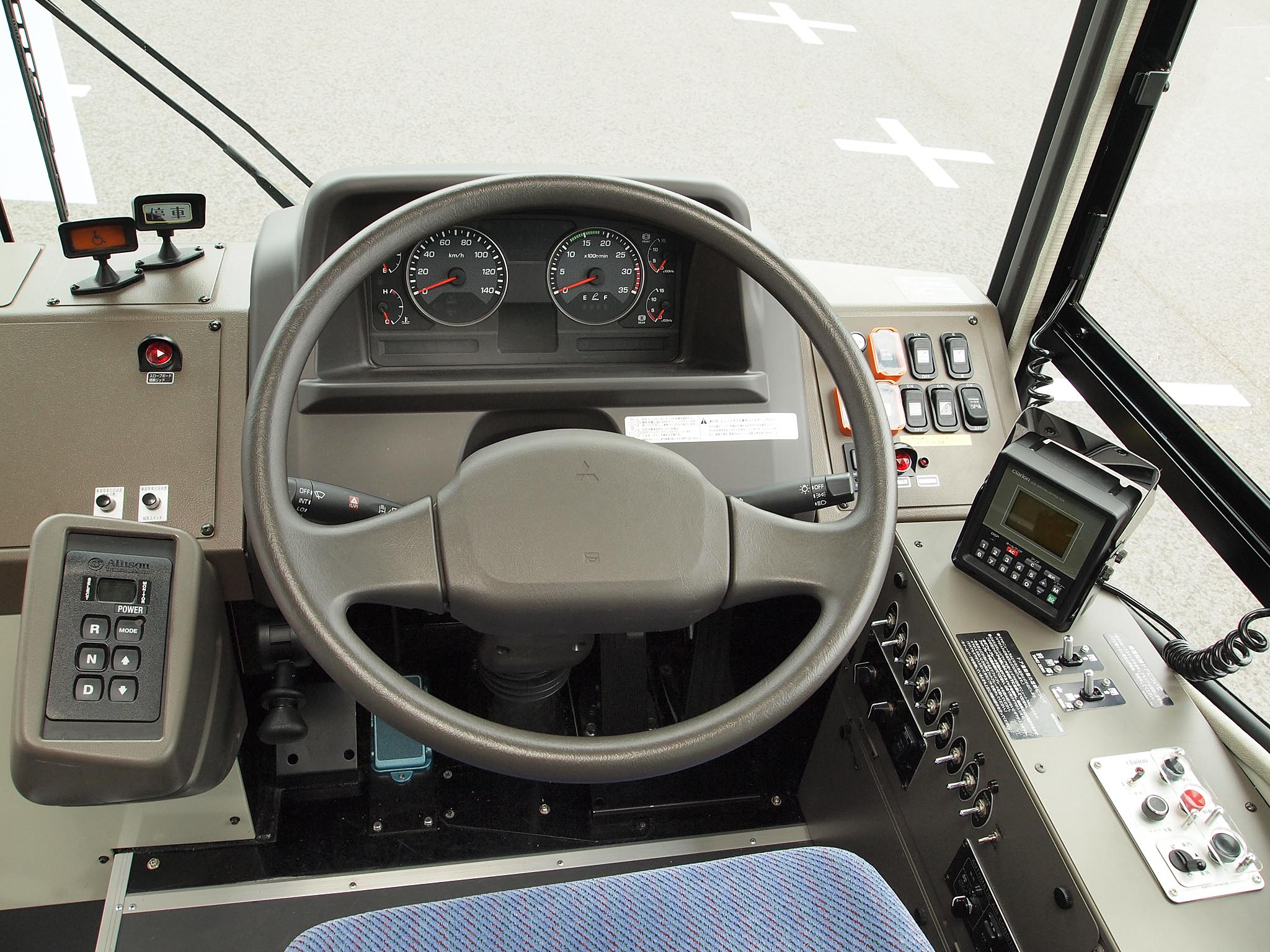
アリソン製AT搭載車の運転席の一例。バスの場合はシフトレバーの代わりにセレクトボタンを設置
（三菱ふそうエアロスター）

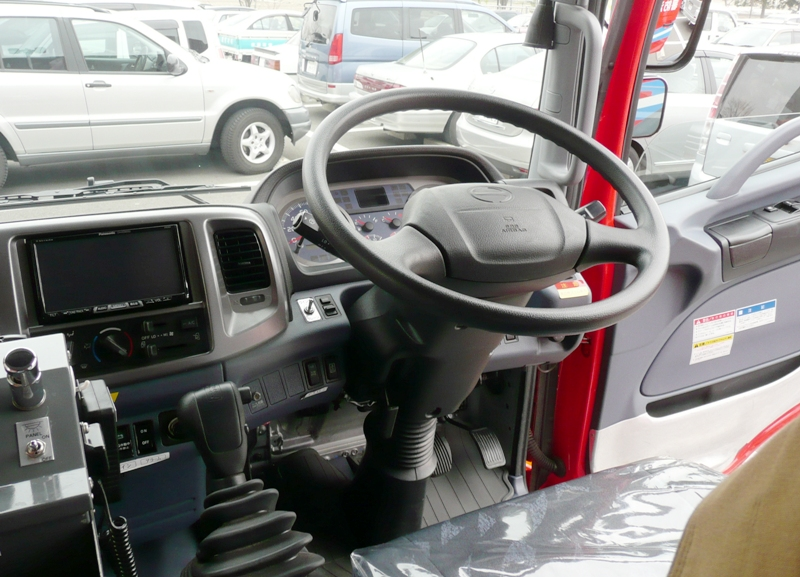
トラックの場合は一般的なシフトレバーを採用しており、レバーの形状も自動車メーカー独自のものを採用（日野レンジャー）

日本ではアリソンジャパン（英語表記ではAllison Transmission Japan ）が輸入元、およびアジアにおける発売元となっている。1972年にゼネラルモーターズ・伊藤忠商事・川崎重工業・いすゞ自動車の共同出資による「日本GMアリソン」を設立、現地法人として機能していたが、1997年にアイシン精機（現:アイシン）およびゼネラルモーターズとの共同出資に変わって「アイシンGMアリソン」と改称された。2007年8月にアリソン本体がGM資本を離れ、更にアイシン精機（現:アイシン）との合弁契約解消により現社名となる。
日本での主力商品はバス・トラック向けのオートマチックトランスミッションで、国産4メーカーで採用されている。また京都バスでは機械式AT車でアリソン製ATへ換装した車両がある。
設定車種
- 三菱ふそう・エアロスター（CNGノンステップバス、LKG-MP系以降に標準装備）
- 三菱ふそう・ファイター
- 日野・ブルーリボン（2代目）
- 日野・ブルーリボンII
- 日野・レインボーII
- 日野・レインボーHR（PB・PK-HR系のみ）
- 日野・レインボー（3代目）（2KG-KR系のマイナーチェンジ後）
- 日野・レンジャー
- 日野・プロフィア
- いすゞ・エルガ
- いすゞ・エルガミオ（初代）
- いすゞ・エルガミオ（2代目のマイナーチェンジ後）
- いすゞ・フォワード
- 日産ディーゼル・スペースランナーA（LKG-AP35F/LKG-AP37F系のみ標準装備）
- 日産ディーゼル・スペースランナーJP
- UD・コンドル